# 黎明基

黎明基，SBS，MBE，JP（1944年3月23日—），1963年12月加入香港政府，任職食水樣本檢驗員，後於1968年11月加入當時的監獄署為主任。他於1990年7月晉升為懲教署助理署長，及於1993年3月成為副懲教署署長。在1995年8月，黎明基晉升為懲教署署長，至1999年退休。他在同年榮獲銀紫荊星章。